# Amt Kropp-Stapelholm
Das Amt Kropp-Stapelholm ist ein Amt im Kreis Schleswig-Flensburg in Schleswig-Holstein. Die Verwaltungsgeschäfte des Amtes werden von der hauptamtlich verwalteten Gemeinde Kropp geführt.

## Amtsangehörige Gemeinden
| - Alt Bennebek - Bergenhusen - Börm - Dörpstedt - Erfde | - Groß Rheide - Klein Bennebek - Klein Rheide - Kropp - Meggerdorf | - Stapel - Tetenhusen - Tielen - Wohlde |

## Geschichte
Das Amt wurde zum 1. Januar 2008 aus den Gemeinden der bisherigen Ämter Kropp und Stapelholm gebildet.
Zum 1. März 2018 fusionierten Norderstapel und Süderstapel zur neuen Gemeinde Stapel.

## Wappen
Blasonierung: „Von Gold und Blau im Wellenschnitt geteilt. Oben ein roter Ochsenkopf, unten ein goldener Dingstock.“